# جيم كيلي (لاعب كريكت أسترالي)
جيم كيلي (10 مايو 1867 في أستراليا - 14 أغسطس 1938) (بالإنجليزية: Jim Kelly)‏ هو لاعب كريكت أسترالي. شارك مع منتخب أستراليا الوطني للكريكت.

## وصلات خارجية
- جيم كيلي على موقع إي آس بي آن كريك إنفو (الإنجليزية)